# Jami
Nur ad-Din Abd ar-Rahman Jami (tiếng Ba Tư: نورالدین عبدالرحمن جامی) (18 tháng 8 năm 1414 – 19 tháng 11 năm 1492) là một nhà thơ lớn của Ba Tư thế kỷ 15. Jami được coi là người khép lại thời kỳ thơ cổ điển viết bằng tiếng Ba Tư.

## Tiểu sử
Jami sinh ở Jam, Khorasan (nay là tỉnh Ghor của Afghanistan) trong một gia đình giáo chủ có thế lực. Học trường dòng ở Herat và Samarqand nhưng sau từ bỏ con đường danh lợi để theo giáo phái thần bí Sufism, dành trọn cuộc đời cho khoa học và thơ ca. Năm 1456 trở thành giáo chủ của vùng Heart. Từ năm 1447 là giai đoạn ông sáng tác nhiều tác phẩm có giá trị nhất.
Jami là người làm thơ nhiều thể loại như: qasida, ghazal, rubai... Bình sinh đã được thừa nhận là một nhà thơ lớn của thế giới Hồi giáo. Di sản mà ông để lại rất đồ sộ, bao gồm khoảng 70 tác phẩm thơ và văn xuôi về Tôn giáo, triết học, âm nhạc, ngữ pháp và lịch sử. Ông là người có ảnh hưởng lớn đến các nhà thơ của thế giới Hồi giáo nhiều thế kỷ sau đó.

## Tác phẩm
- Baharestan (Abode of Spring) Modeled upon the Gulestan of Saadi
- Diwanha-ye Sehganeh (Triplet Divans)
- Fawa ed Ziya'iya fi sah al'Kafiya
- Haft Awrang (Seven Thrones) His major poetical work. The fifth of the seven stories is his acclaimed "Yusuf and Zulaykha", which tells the story of Joseph and Potiphar's wife based on the Quran.
- Jame -esokanan-e Kaja Parsa
- Lawa'ih A treatise on Sufism (Shafts of Light)
- Nafahat al-Uns (Breaths of Fellowship) Biographies of the Sufi Saints
- Resala-ye manasek-e hajj
- Resala-ye musiqi
- Resala-ye tariq-e Kvajagan
- Resala-ye sarayet-e dekr
- Resala-ye so al o jawab-e Hendustan
- Sara-e hadit-e Abi Zarrin al-Aqili
- Sar-rešta-yetariqu-e Kājagān (The Quintessence of the Path of the Masters)
- Shawahidal-nubuwwa (Distinctive Signs of Prophecy)
- Tajnīs 'al-luġāt (Homonymy/Punning of Languages) A lexicographical work containing homonymous Persian and Arabic lemmata.
- Tuhfat al-ahrar (The Gift of the Free)